# Shuangtang (köpinghuvudort i Kina, Hunan Sheng, lat 28,19, long 109,71)
Shuangtang (kinesiska: 双塘, 双塘镇) är en köpinghuvudort i Kina. Den ligger i provinsen Hunan, i den södra delen av landet, omkring 320 kilometer väster om provinshuvudstaden Changsha. Antalet invånare är 9 366. Befolkningen består av 4 602 kvinnor och 4 764 män. Barn under 15 år utgör 20,0 %, vuxna 15-64 år 65 %, och äldre över 65 år 13,0 %.
Runt Shuangtang är det ganska tätbefolkat, med 172 invånare per kvadratkilometer. Närmaste större samhälle är Qianzhou, 14,2 km norr om Shuangtang. I omgivningarna runt Shuangtang växer huvudsakligen savannskog.
Genomsnittlig årsnederbörd är 1 848 millimeter. Den regnigaste månaden är maj, med i genomsnitt 327 mm nederbörd, och den torraste är januari, med 41 mm nederbörd.